# Саліков Ігор Ракипович
Саліков Ігор Ракипович (нар. 9 листопада 1963) — колишній російський військовий, співзасновник ПВК «Редут». Був командиром окремої розвідроти спецпризначення "Редут" у складі Сніжинського мотострілецького батальйону, громадянин РФ. За вчинені військові злочини є фігурантом бази сайту Миротворець.

## Життєпис
25 років служив у ЗС РФ, воював у складі ПВК Вагнер у Сирії та кількох африканських країнах. Колишній офіцер російського ГРУ, був старшим інструктором ПВК "Вагнера" та "полковник" і керівник 4-го відділу управління спецоперацій" т.зв. "генпрокуратури" ДНР.
2014 року він із Алєксандром Бородаєм, який згодом став першим "прем'єр-міністром" ДНР, входив до російських військ, що почали окупацію Донбасу і атакували українські частини. Саліков був керівником охорони Бородая, який брав участь у допитах в Ізоляції в Донецьку.
У грудні 2023 року Саліков втік із ПАР до Нідерландів, де звернувся до суду і заявив, що готовий дати свідчення про воєнні злочини Росії в Міжнародному кримінальному суді. Тоді ж стало відомо, що на цей момент Офіс генпрокурора України вже упродовж півроку співпрацював із Саліковим, що давав свідчення про дії Росії, її підготовку до вторгнення тощо.